# Renato Meucci
Renato Meucci (* 1958) ist ein italienischer Musiker, Musikwissenschaftler und Hochschullehrer.
Meucci studierte Gitarre und Horn an den Konservatorien von Rom und Mailand sowie Klassische Philologie an der Universität La Sapienza in Rom. Nachdem er ein Jahrzehnt als Hornist in Orchestern gearbeitet hatte, ging er zur Musikwissenschaft über.
Meucci hält als Gastprofessor Vorlesungen über die Geschichte der Musikinstrumente – von 1994 bis 2000 an der Universität Parma, seit 2001 an der Musikabteilung der Universität Mailand. Außerdem ist er Universitätsprofessor für Musikgeschichte, von 1994 bis 2000 am Conservatorio Francesco Morlacchi in Perugia und seit 2001 am Conservatorio Guido Cantelli in Novara, wo er 2011 zudem Dekan wurde.
Er forscht und publiziert zu den Themen Musikinstrumente, Archäologie, Ikonografie, Musikethnologie, Orchestrierung und Musikproduktion im 19. Jahrhundert.
Von 1994 bis 2007 war Meucci Präsident der Fondazione Italiana per la Musica Antica.

## Schriften (Auswahl)
- 2008: Strumentaio. Il costruttore di strumenti musicali nella tradizione occidentale. Marsilio, ISBN 978-88-317-9590-6.

## Auszeichnungen
- 2003: Christopher Monk Award der Historic Brass Society für seine außergewöhnlichen Leistungen auf dem Gebiet der Erforschung der Blechblasinstrumente
- 2012: Curt Sachs Award der American Music Instrument Society[1]